# 片場系統
片場系統（英語：Studio system）係指使用一定區域的寬廣場地，以工業化和商業化方式所進行的電影文化產品和電影拍攝文化服務的生產与再生產系統或場所。該系統興起盛行於1920年代－1950年代。結合藝術、表演、傳媒、音像、出版等等的該系統與社會經濟發展互動融合，催生出更多元的文化形態，又稱為「影視業的產業化」。如環球影業片場系統延伸出的環球影城。